# Досифей Верхнеостровский
Досифей Верхнеостровский, или Досифей Псковский (умер 1481/2) — преподобный Русской православной церкви.

## Биография
О детстве и мирской жизни Дорофея Верхнеостровского информации практически не сохранилось, да и прочие биографические сведения о нём очень скудны и отрывочны. Досифей был учеником преподобного Евфросина Псковского.
Основатель и первый игумен Петропавловского Верхнеостровского монастыря на Верхнем острове на Псковском озере. Учреждение монастыря относят к 1470 году; согласно летописям, Талабские острова в то время представляли собой непроходимую лесную чащу и служили пристанищем для разбойников. В своей обители Досифей Верхнеостровский ввёл пустынное общежитие.
Мощи его почивают под спудом в Верхнеостровском монастыре, который был в 1764 году упразднён и превращён в приходскую церковь Петра и Павла. После Октябрьского переворота храм был закрыт большевиками, многие священнослужители были арестованы и сосланы без права возвращения после освобождения, некоторые расстреляны. В настоящее время обитель постепенно возрождается.
В 1987 году имя Досифея Верхнеостровского было включено в Собор Псковских святых; память преподобного отмечается 8 октября и в Соборе Псковских святых (в 3-ю Неделю по Пятидесятнице).

## Тропарь Досифею Верхнеостровскому, Псковскому
Яко светильник всесветел явился еси во острове Псковскаго езера, / преподобне отче наш Досифее. / Ты бо крест Христов от юности своея на рамо взем, / усердно Тому последовал еси, / чистотою Богови приближився, / отонудуже и чудес дарованием обогатился еси. / Темже и мы, притекающе ко святей иконе твоей, умильно глаголем: / отче преподобне, моли Христа Бога / спастися душам нашим.